# Schempp-Hirth Milan GS 6
Die  Schempp-Hirth Milan GS 6 war ein einmotoriges viersitziges Reiseflugzeug des bundesdeutschen Herstellers Schempp-Hirth oHG, das in einem Exemplar Ende der 1950er Jahre gebaut wurde.

## Geschichte
Die Milan GS 6 entstand in den Jahren 1957/58 in Zusammenarbeit mit dem Laboratorium Dipl.-Ing. Max Himmelheber, das sich vornehmlich mit der Weiterentwicklung von Holzverarbeitungstechniken befasste. Als Konstrukteure der Milan sind insbesondere Graf v. Saurma-Jeltsch und Alfred Vogt zu nennen. Gebaut wurde der Prototyp von dem Kirchheimer Unternehmen Schempp-Hirth.
Der Prototyp (D-ECYD) erhielt einen für die Zellenerprobung ausreichenden 77 kW (105 PS) leistenden Motor, der aber in der geplanten Serienfertigung durch ein Triebwerk in der 160 PS bis 180 PS Klasse ersetzt werden sollte. Der Erstflug fand im Mai 1958 statt, die Zulassung erfolgte am 5. Mai 1961. Über die weitere Entwicklung und den Verbleib ist nichts bekannt.

## Konstruktion
Das Flugzeug war als einmotoriger abgestrebter Hochdecker ausgelegt. Es besaß eine durchgehende einholmige Tragfläche in Ganzholzbauweise. Die Fläche hatte ein NACA 23012-Profil und war in einem Winkel von 2° negativ gepfeilt. Zur Beulversteifung wurde in der sperrholzbeplankten Flügelnase ein Schaumstoffkern integriert. Die Tragfläche wurde an jeder Seite von einem I-Stiel zum Rumpfuntergurt abgefangen. Ganzholzklappen waren für die gesamte Flügelhinterkante vorgesehen, außen als Querruder, innen als Landehilfen.
Der Rumpf war als geschweißtes Stahlrohrgerüst ausgeführt und besaß eine formgebende Schalenverkleidung aus glasfaserverstärktem Kunststoff. Das in Ganzholz konstruierte freitragende Normalleitwerk hatte eine leicht gepfeilte Seitenflosse. Bei dem verwendeten Bugradfahrwerk war nur das Bugrad selbst einziehbar und steuerbar. Die Haupträder konnten hydraulisch gebremst, aber nicht eingezogen werden.

## Technische Daten
Die Daten gelten für den zweisitzig geflogenen Prototyp.
| Kenngröße             | Daten |
| --------------------- | --- |
| Besatzung             | 1 |
| Passagiere            | 3 |
| Länge                 | 7,10 m |
| Spannweite            | 10,52 m |
| Höhe                  | 2,90 m |
| Flügelfläche          | 15,68 m² |
| Leermasse             | 600 kg |
| Startmasse            | 900 kg |
| Reisegeschwindigkeit  | 190 km/h |
| Höchstgeschwindigkeit | 230 km/h |
| Dienstgipfelhöhe      | 4000 m |
| Reichweite            | 1000 km |
| Startstrecke          | 580 m auf 15 m |
| Landestrecke          | 320 m aus 15 m |
| Triebwerke            | Walter Minor 4-III luftgekühlter hängender 4-Zylinder-Reihenmotor mit 105 PS Startleistung, starrer Zweiblattpropeller von Hoffmann, 150 l Treibstoff in 2 Flügeltanks |